# Copobaenus
Copobaenus es un género de coleópteros polífagos pertenecientes a  la familia Anthicidae. Es originario de América.
Es el único género de la subfamilia Copobaeninae.

## Especies
- Copobaenus argentinensis	Abdullah 1969
- Copobaenus ater	Pic 1942 (now Pilipalpus ater, Pyrochroidae)
- Copobaenus bicolor	Pic 1896 (now Protomeloe bicolor, Meloidae)
- Copobaenus maculicollis Pic 1942 (now Pilipalpus maculicollis, Pyrochroidae)
- Copobaenus nobilis Fairmaire et Germain, 1863
- Copobaenus ruficeps Pic, 1950
- Copobaenus tristisFairmaire et Germain, 1863